# Glavaca
Glavaca (cyr. Главаца) – wieś w Czarnogórze, w gminie Berane. W 2011 roku liczyła 84 mieszkańców.